# Episodi di American Dad! (settima stagione)
La settima stagione di American Dad! è stata trasmessa negli Stati Uniti dal 3 ottobre 2010 al 22 maggio 2011. In Italia, la settima stagione è andata in onda in prima visione assoluta su Italia 2 dal 16 settembre al 4 ottobre 2011.
Questa è l'ultima stagione in cui Avery Bullock è doppiato da Sergio Tedesco che lo doppiava fin dalla prima stagione. Dalla stagione successiva viene sostituito da Saverio Indrio (dopo la scomparsa di Tedesco).
| N° | Codice di produzione | Titolo italiano              | Titolo originale                          | Prima TV USA     | Prima TV Italia   |
| -- | -------------------- | ---------------------------- | ----------------------------------------- | ---------------- | ----------------- |
| 1  | 5AJN14               | Pugni, pupe e pecunie        | 100 A.D.                                  | 3 ottobre 2010   | 16 settembre 2011 |
| 2  | 5AJN17               | Il figlio di Stan            | Son of Stan                               | 10 ottobre 2010  | 17 settembre 2011 |
| 3  | 5AJN19               | Il festival degli orrori     | Best Little Horror House in Langley Falls | 7 novembre 2010  | 18 settembre 2011 |
| 4  | 5AJN16               | Il ristorante di Stan        | Stan's Food Restaurant                    | 14 novembre 2010 | 19 settembre 2011 |
| 5  | 5AJN15               | Riso in bianco               | White Rice                                | 21 novembre 2010 | 20 settembre 2011 |
| 6  | 5AJN20               | Eredità contesa              | There Will Be Bad Blood                   | 28 novembre 2010 | 21 settembre 2011 |
| 7  | 5AJN05               | Lo stato contro Martin Sugar | The People vs. Martin Sugar               | 5 dicembre 2010  | 22 settembre 2011 |
| 8  | 5AJN22               | Per chi suona il sonaglino   | For Whom the Sleigh Bell Tolls            | 12 dicembre 2010 | 23 settembre 2011 |
| 9  | 5AJN18               | Un im-peto di passione       | Fart-Break Hotel                          | 16 gennaio 2011  | 24 settembre 2011 |
| 10 | 5AJN13               | La routine coniugale         | Stanny Boy and Frantastic                 | 23 gennaio 2011  | 25 settembre 2011 |
| 11 | 5AJN07               | La pignatta del desiderio    | A Piñata Named Desire                     | 13 febbraio 2011 | 26 settembre 2011 |
| 12 | 5AJN09               | Debito con la vita           | You Debt Your Life                        | 20 febbraio 2011 | 27 settembre 2011 |
| 13 | 5AJN21               | Sono un tricheco             | I Am the Walrus                           | 27 marzo 2011    | 28 settembre 2011 |
| 14 | 6AJN03               | Bugie scolastiche            | School Lies                               | 3 aprile 2011    | 29 settembre 2011 |
| 15 | 6AJN04               | Licenza di arare             | License to Till                           | 10 aprile 2011   | 30 settembre 2011 |
| 16 | 6AJN08               | Jenny Fromdabloc             | Jenny Fromdabloc                          | 17 aprile 2011   | 1º ottobre 2011   |
| 17 | 6AJN05               | Il distruggi case            | Home Wrecker                              | 8 maggio 2011    | 2 ottobre 2011    |
| 18 | 6AJN06               | Flirt con disastro           | Flirting With Disaster                    | 15 maggio 2011   | 3 ottobre 2011    |
| 19 | 6AJN10               | Gorilla nella nebbia         | Gorillas in the Mist                      | 22 maggio 2011   | 4 ottobre 2011    |

## Pugni, pupe e pecunie
- Sceneggiatura: Keith Heisler
- Regia: Tim Parsons
- Messa in onda originale: 3 ottobre 2010
- Messa in onda italiana: 16 settembre 2011

Hayley e il suo vecchio ragazzo Jeff fuggono insieme sottraendo con l'inganno 50 000 dollari a Stan e Francine che li avevano rubati a loro volta.

## Il figlio di Stan
- Sceneggiatura: Erik Sommers
- Regia: Chris Bennett
- Messa in onda originale: 10 ottobre 2010
- Messa in onda italiana: 17 settembre 2011

Stan e Francine decidono di dare a loro figlio Steve un'educazione migliore. Per non commettere più gli stessi errori che avevano portato alla fuga della sorella maggiore. Ma i due non sono d'accordo su quale sia il metodo migliore: Francine, infatti, vorrebbe viziare Steve permettendogli di fare qualunque cosa, mentre, Stan vorrebbe educarlo secondo regole rigide e ferree. Non riuscendo a mettersi d'accordo, i due decideranno di sfidarsi in una gara in bici dove il vincitore, ossia Francine, deciderà come educarlo. Ma Stan, non contento, clonerà Steve, creando così Steverino per educarlo secondo il suo metodo. Steve diventerà un nullafacente grasso e pigro, mentre Steverino impazzirà e tenterà il suicidio. Nel frattempo Roger va alla ricerca di Hayley e Jeff per rubare i 50 000 $ che avevano sottratto a Steve e Francine, ma riuscirà a ritrovarli solo dopo che, per sfuggire allo stesso Roger, i due avranno speso tutti quei soldi.

## Il festival degli orrori
- Sceneggiatura: Eric Weinberg
- Regia: John Aoshima e Jansen Yee
- Messa in onda originale: 7 novembre 2010
- Messa in onda italiana: 18 settembre 2011

In occasione di Halloween, Stan cerca arredare la sua casa in modo che sia più spaventosa di quella del vicino Buckle. Giunge persino ad acquistare dei veri serial killer dalla CIA, ma questi ultimi vengono liberati dai passanti e da Roger. Intanto, Steve fa colpo su Akiko, che gli rivela in realtà di amare un ragazzino amante del ballo. La famiglia viene salvata da Toshi, che era andato a inseguire con una katana Akiko e Steve.

## Il ristorante di Stan
- Sceneggiatura: Brian Boyle
- Regia: Josue Cervantes
- Messa in onda originale: 14 novembre 2010
- Messa in onda italiana: 19 settembre 2011

Stan sogna di aprire un ristorante simile a quello in cui lo ha portato sua madre da bambino per consolarlo della fuga del padre, ristorante che esplose per una fuga di gas dopo che lui se ne andò. Chiederà così a Roger di aiutarlo. I due riusciranno ad aprire il ristorante, ma Stan si accorge che il locale non rispecchia le sue idee, per cui deciderà di fare a modo suo e di tagliare fuori Roger dal progetto. Per incitarlo Francine lo conduce nel luogo in cui vi era il ristorante dove andava da bambino: ora si trova un collegio di suore che di li a poco esploderà. Francine convince Stan, così riesce a ottenere un prestito dai genitori di Francine, che in questo modo apre un suo ristorante concorrente. Il primo giorno non va bene poiché Roger appende sul ristorante uno striscione con scritto: "Il capochef del ristorante ha l'AIDS". Successivamente Roger, travestito da cliente, metterà uno scarafaggio in un piatto ma Stan compreso il subdolo piano lo costringerà a mangiare proprio quel piatto, in quanto in quel ristorante i piatti sono fatti di pancake. Alla fine della giornata i due si riappacificano, ma subito dopo il ristorante di Stan esplode. Stan accusa Roger, il quale si dichiara colpevole. L'incendio però si propaga anche nel ristorante di fianco, che è dell'alieno. Stan cerca di assalirlo ma Roger gli punta contro una pistola.

## Riso in bianco
- Sceneggiatura: Rick Wiener e Kenny Schwartz
- Regia: Bob Bowen
- Messa in onda originale: 21 novembre 2010
- Messa in onda italiana: 20 settembre 2011

Per anni, Stan ha ipnotizzato Francine al fine di manipolarla a suo piacimento Quando questa lo scopre, intraprende la carriera di attrice comica, carriera molto odiata da suo marito Stan.

## Eredità contesa
- Sceneggiatura: Murray Miller e Judah Miller
- Regia: Joe Daniello
- Messa in onda originale: 28 novembre 2010
- Messa in onda italiana: 21 settembre 2011

Stan ogni anno al ringraziamento invita il suo fratellastro nativo americano Rusty per sfoggiare di fronte a lui la sua ricchezza, ma poi, quando va a trovarlo scopre che è molto più ricco lui, in quanto possiede una casa molto più grande della sua, scavata nelle montagne, e dotata di sala giochi, bar e molti altri lussi. Stan e la sua famiglia decidono pertanto tentano rubare la casa al fratellastro. Ma il fratellastro di Stan se ne accorge per cui caccia via Stan, minacciandolo che, se fosse tornato nella sua terra lo avrebbe ucciso. Stan se ne va via in elicottero, ma questo precipita, per cui si ritrovano dispersi nel deserto dell'Arizona. Erano ormai sul punto di morire di stenti, quando vengono trovati da Hayley e Jeff che si trovavano in quel posto in vacanza. Per ricompensarli di avergli salvato la vita Stan perdona Hayley e Jeff consentendogli di vivere a casa loro.

## Lo stato contro Martin Sugar
- Sceneggiatura: Jonathan Fener
- Regia: Pam Cooke
- Messa in onda originale: 5 dicembre 2010
- Messa in onda italiana: 22 settembre 2011

Stan si trova in una giuria e si batte per incriminare Martin Sugar, un travestimento di Roger.

## Per chi suona il sonaglino
- Sceneggiatura: Erik Durbin
- Regia: Bob Bowen
- Messa in onda originale: 12 dicembre 2010
- Messa in onda italiana: 23 settembre 2011

Stan regala a Steve un'arma, con la quale uccide accidentalmente Babbo Natale.

## Un im-peto di passione
- Sceneggiatura: Chris McKenna e Matt McKenna
- Regia: Rodney Clouden
- Messa in onda originale: 16 gennaio 2011
- Messa in onda italiana: 24 settembre 2011

A causa delle flatulenze di Roger, la famiglia si sposta in un hotel, dove Francine approfitta della sua mancanza di doveri domestici per impossessarsi della vita di una donna in carriera, Sarah Blanch.

## La routine coniugale
- Sceneggiatura: Laura McCreary
- Regia: Pam Cooke
- Messa in onda originale: 23 gennaio 2011
- Messa in onda italiana: 25 settembre 2011

Stan e Francine si accorgono di non avere amici, così iniziano a frequentare una coppia di ragazzi, ma scoprono di avere notevoli difficoltà a tenerne il passo.

## La pignatta del desiderio
- Sceneggiatura: Chris McKenna e Matt McKenna
- Regia: Bob Bowen
- Messa in onda originale: 13 febbraio 2011
- Messa in onda italiana: 26 settembre 2011

Roger e Stan finiscono per partecipare a un'audizione per lo stesso ruolo, mentre Steve e i suoi amici si organizzano per un ultimo pigiama party.

## Debito con la vita
- Sceneggiatura: Erik Sommers
- Regia: Chris Bennett
- Messa in onda originale: 20 febbraio 2011
- Messa in onda italiana: 27 settembre 2011

Dopo una discussione con Stan, Roger se va via di casa, venendo immediatamente rimpiazzato da Andy Dick.

## Sono un tricheco
- Sceneggiatura: Keith Heisler
- Regia: Tim Parsons
- Messa in onda originale: 27 marzo 2011
- Messa in onda italiana: 28 settembre 2011

Alla fine di una cena, Steve finisce di mangiare prima di Stan, che inizia a sentirsi minacciato dal figlio in quanto anche lui maschio dominante.

## Bugie scolastiche
- Sceneggiatura: Brian Boyle
- Regia: Rodney Clouden
- Messa in onda originale: 3 aprile 2011
- Messa in onda italiana: 29 settembre 2011

Stan, per ottenere una promozione, studia un piano per fare colpo sul senatore Buckingham.

## Licenza di arare
- Sceneggiatura: Matt Fusfeld e Alex Cuthbertson
- Regia: John Aoshima e Jansen Yee
- Messa in onda originale: 10 aprile 2011
- Messa in onda italiana: 30 settembre 2011

Roger e Steve cercano di elevare lo stato sociale di quest'ultimo, mentre Stan e Francine si scambiano una serie di scherzi.

## Jenny Fromdabloc
- Sceneggiatura: Laura McCreary
- Regia: Bob Bowen
- Messa in onda originale: 17 aprile 2011
- Messa in onda italiana: 1º ottobre 2011

Snot, che ha da sempre una cotta per Hayley, un giorno, benché lei sia già sposata con Jeff le fa una dichiarazione appassionata con tanto di spettacolo, ma lei rifiuta. A questo punto Snot cade in una forte depressione, finché Steve e Roger, come parte del piano per risollevarlo dal rifiuto di Hayley, gli fanno conoscere la "cugina" di Steve, Jenny Fromdabloc, interpretata da Roger stesso. Uscendo con Jenny/Roger, Snot comincia a sentirsi meglio, a tal punto che comincia a darsi delle arie, facendo passare Steve in secondo piano. Quest'ultimo protesta con Roger ribadendo che quello non era il piano, ma Roger controbatte che la cosa gli dà fastidio solo perché non è più il "re dei nerd", per poi confessargli che Snot in realtà ha "scaricato lo stress" tramite una pallina antistress appositamente bucata e sistemata strategicamente. Steve racconta tutto a Snot, facendo disperare Roger e ricacciando l'amico nella depressione.

## Il distruggi case
- Sceneggiatura: Alan R. Cohen e Alan Freedland
- Regia: Joe Daniello
- Messa in onda originale: 8 maggio 2011
- Messa in onda italiana: 2 ottobre 2011

Stan e Francine hanno dei disaccordi insanabili su come ristrutturare la casa che dividono.

## Flirt con disastro
- Sceneggiatura: Keith Heisler
- Regia: Pam Cooke
- Messa in onda originale: 15 maggio 2011
- Messa in onda italiana: 3 ottobre 2011

Francine ottiene un posto alla CIA. Qui, come in uso in quegli uffici, anche lei inizia a flirtare.

## Gorilla nella nebbia
- Sceneggiatura: Erik Durbin
- Regia: Chris Bennett
- Messa in onda originale: 22 maggio 2011
- Messa in onda italiana: 4 ottobre 2011

Stan e Steve diventano amici, ma ciò non giova alla vita del figlio, che finisce in pericolo.